# اینمان (کانزاس)
اینمان (به انگلیسی: Inman) شهری در ایالت کانزاس کشور ایالات متحده آمریکا است که جمعیت آن در سرشماری سال ۲۰۱۰ میلادی، ۱٬۳۷۷ نفر بوده‌است.